# PTK6
티로신 단백질 인산화효소 6 (Tyrosine-protein kinase 6, PTK6)은 인간에서 PTK6 유전자에 의해 암호화되는 효소이다.

## 기능
유방 종양 인산화효소 (Breast Tumor Kinase, BRK)로도 알려진 티로신 단백질 인산화효소 6은 상피 조직에서 세포 내 신호 변환기로 기능할 수 있는 세포질 비수용체 단백질 인산화효소이다. 암호화된 단백질은 자가인산화(autophosphorylation)를 겪는 것으로 나타났다.

## 임상적 의의
유방 상피 세포에서 이 유전자의 과발현은 표피 성장 인자에 대한 세포의 감작을 초래하고 부분적으로 변형된 표현형을 초래한다. 이 유전자의 발현은 일부 유방 종양에서는 낮은 수준으로 검출되었지만 정상 유방 조직에서는 발현되지 않았다.

## 상호작용
PTK6은 STAP2, KHDRBS1과 상호작용하는 것으로 나타났다.